# ZaSu Pitts
ZaSu Pitts (3 de enero de 1894-7 de junio de 1963) fue una actriz estadounidense. En muchos de los créditos de las películas en las que participó y artículos contemporáneos, su nombre aparece como Zazu Pitts.

## Biografía
ZaSu Pitts nació en Parsons (Kansas) y creció en Santa Cruz, California. Su inusual nombre viene de la unión de los nombres de dos familiares suyas, "Eliza" y "Susan". 
Pitts estuvo casada con el actor Tom Gallery desde 1920 hasta 1932. Tuvieron dos hijos: una niña, Ann Gallery y un niño, Don Gallery (nacido Marvin Carville La Marr), que fue adoptado en 1926 a la muerte de su madre, la actriz de cine mudo Barbara La Marr.

## Carrera profesional
Pitts debutó en el cine mudo en 1917, en varios papeles, incluyendo el de Becky en  The Little Princess. Quizás su papel más famoso fue en Avaricia (1924), de Erich von Stroheim. Por su actuación en esa película, von Stroheim la calificó como "su actriz dramática más grande". Von Stroheim la contrató también para The Wedding March (con Fay Wray), Walking Down Broadway, No, No, Nanette (1940), y Nurse Edith Cavell. Su último trabajo, poco antes de su muerte, fue como actriz de voz en la comedia It's a Mad Mad Mad Mad World.
Cuando Mae Questel fue invitada a crear la voz en pantalla para el personaje de "Olivia Oyl" en la versión animada de la historieta de Fleischer Popeye, se inspiró en la voz de ZaSu Pitts.
Entre las décadas de 1940 y 1960, ZaSu Pitts hizo numerosas apariciones en televisión, incluyendo su trabajo en Oh! Susanna (1956-1960), con Gale Storm como su sobrina.
ZaSu Pitts murió de cáncer en Hollywood, California a la edad de 69 años. Fue enterrada en el Holy Cross Cemetery de Culver City, California.
Posee una estrella en el Paseo de la Fama de Hollywood. y en 1994 se la honró incluyendo su imagen en un sello de Estados Unidos diseñado por el caricaturista Al Hirschfeld.